# Chamarea
Chamarea es un género de plantas con 5 especies pertenecientes a la familia  Apiaceae, se encuentran en China.

## Taxonomía
El género fue descrito por Eckl. & Zeyh. y publicado en Enumeratio Plantarum Africae Australis Extratropicae 346. 1837. La especie tipo es: Chamarea capensis (Thunb.) Eckl. & Zeyh.	

## Especies
A continuación se brinda un listado de las especies del género Chamarea aceptadas hasta julio de 2013, ordenadas alfabéticamente. Para cada una se indica el nombre binomial seguido del autor, abreviado según las convenciones y usos.
- Chamarea capensis (Thunb.) Eckl. & Zeyh.
- Chamarea esterhuyseniae B.L.Burtt
- Chamarea gracillima (H.Wolff) B.L.Burtt
- Chamarea longipedicellata B.L.Burtt
- Chamarea snijmaniae B.L.Burtt